# Kapela
 Ovo je glavno značenje pojma Kapela. Za druga značenja pogledajte Kapela (razdvojba).
Kapela je termin koji se koristi za manju crkvenu građevinu, obično ovisnu o nekoj većoj župnoj crkvi. Kapela može biti samostojeća građevina, ali je češće dio većeg objekta poput velike crkve, palače, groblja, bolnice, zatvora ili škole.
Po katoličkom kanonskom pravu, kapela se tehnički zove "oratorij", koja je građevina ili dio građevine posvećen slavljenju, prije svega mise, a nije župna crkva. Kapela može biti:
- privatna - koju može koristiti jedna osoba ili skupina (npr. privatna biskupska kapela, samostanska kapela, i dr.);
- polujavni oratorij - koji se povremeno koristi u slučaju većeg broja hodočasnika;
- javni oratorij – npr. u bolnicama ili sveučilištima.

Većina velikih crkava ima dva ili više oltara, koji se često nazivaju kapelama ako su udaljeni jedan od drugog. Takve kapele se prave iz više razloga, npr., brojne katedrale pored glavnog oltara imaju i “kapelu Djevice Marije” u bočnoj apsidi, ili “Kapelu Svetih Sakramenata” gdje se između ceremonija čuvaju posvećeni kruh i vino za euharistiju, ili kako bi se moglo donijeti onima koji nisu bili u mogućnosti doći na misu.
Postoje i kapele koje ne pripadaju samo jednoj vjeroispovijesti, nego su otvorene i drugim oblicima kršćanstva. 

## Etimologija
Riječ "kapela" je izvedena s relikvije sv. Martina iz Toursa. Legenda kaže da je 
sv. Martin, još dok je bio vojnik, prepolovio svoj bojni ogrtač kako bi polovicu dao prosjaku, a od druge je polovice napravio prekrivač za ramena (latinski, capella). Legenda također navodi da je prosjak zapravo bio prerušeni Krist koji je Martinu podario blagoslov obraćenja nakon što je ovaj postao monahom, potom opatom i na kraju biskupom. Ovaj ogrtač dospio je u posjed franačkih kraljeva, koji su ga čuvali kao relikviju. Šator u kojemu se relikvija čuvala prilikom boja nazvan je capella, a svećenik koji je tu izvodio dnevnu misu nazvan je capellani. Od ovih riječi su izvedena imena za kapelu i kapelana.
| Portal:Kršćanstvo | Portal: Kršćanstvo |